# هالوهيدرين ديهالوجينيز
هالوهيدرين ديهالوجيناز هو إنزيم يشارك في التحلل البكتيري للهالوهيدرينات المجاورة. في العديد من أنواع البكتيريا، يحفز إزالة الهالوجين من الهالوهيدرين لإنتاج الإيبوكسيدات المقابلة. تنقسم الأشكال المختلفة للإنزيم إلى واحدة من ثلاث مجموعات، أ، ب، ج. الهالوجينات من نفس الفئة متشابهة جينيا، ولكنها تختلف اختلافا كبيرا عن الهالوجينات من مجموعة مختلفة. حالياً، أكثر الأشكال المتجانسة المدروسة جيداً هي HHC والتي تُنقى من البكتيريا المشعة أغروباكتريوم راديوباكتر. وقد أثارت القدرة على إزالة الهالوجين من المركبات العضوية وكذلك تشكيل الإيبوكسيدات الانتقائية المتجانسة الاهتمام بإمكانية هذا الإنزيم في المجال البيوكيميائي.

## البنية
حاليًا من ثلاث فئات معروفة من هالوهيدرين ديهالوجيناز، وُصفت فئتين فقط من خلال دراسات البلورات بالأشعة السينية. ومع ذلك، فإن كلتا الفئتين لهما بنية متشابهة يمكن وصفها على النحو التالي (1): تُهيكل نازعة هالوجين الهالوهيدرين على شكل رباعي الوحدات مع تناظر مميز لثنائي من الثنائيات. تتكون كل وحدة فرعية أحادية من سبعة حلزونات ألفا وتسعة أوراق بيتا. تتفاعل هذه المونومرات عبر أطول حلقتين ألفا لتشكيل حزمة ألفا حلزونية لتشكيل باهتة. تُشكل البنية الرباعية النهائية عندما يتفاعل بعدين عبر مجموعة مختلفة من اللوالب ألفا وأوراق بيتا المضادة المتوازية؛ يُعتقد أن التفاعلات بين صفائح بيتا هي مزيج من كل من الجاذبية الكارهة للماء والكهرباء الإستاتيكية.
يوجد ما يقرب من موقع تحفيزي واحد لكل وحدة فرعية مونومر تعطي ما مجموعه أربعة مواقع تحفيزية محتملة على رابع الترزيم الإنزيمي. يتكون الموقع النشط من ثالوث محفز سير132-تير145-ارك149 تعمل بقايا السيرين والتيروسين على تثبيت الركيزة ومتوسطها، بينما يغير الأرجينين pKa من تير145 لجعلها نشطة حفازًا.

## الآلية
ينزع هالوهيدرين هالوهينيز ميكانيكيًا رابطة الكربون - الهالوجين من خلال تكوين إيبوكسيد من مجموعة هيدروكسيل مجاورة. ترتبط الركيزة بالموقع النشط من خلال الترابط الهيدروجيني الذي تُنسق بواسطة سير132 والشكل غير المشبع من تير145. يؤدي الفشل في تجريد تير145 من بقايا ارك149 إلى زعزعة التفاعل بين الإنزيم والركيزة مما يؤدي إلى انخفاض النشاط البيولوجي. الأكسجين في تير145 يزيل مجموعة الهيدروكسيل من الركيزة. ثم يعمل الأكسجين غير المنزوع كعامل نووي ويقوم بتفاعل Sn2 على الكربون المحوري المرتبط بالهالوجين؛ هذا يطلق أيون الهالوجين ويشكل في نفس الوقت إبوكسيد. كما أن ديهالوجيناز قادرة على تحفيز فتح حلقة الإيبوكسيد. الموقع النشط كبير بما يكفي لاستيعاب النيوكليوفيل الذي يمكن أن يؤدي إلى هجوم نووي على الإيبوكسيد، وفتح حلقة الإيبوكسيد وإضافة مجموعة وظيفية جديدة إلى الركيزة.
فيما يتعلق بهندسة المنتج، فإن كلا من ديهالوجيناز من الفئة A وB لهما تفضيل انتقائي منخفض لأيزومر (S) - أيزومر. ومع ذلك، فإن تفضيل تكوين أيزومر (R) - أيزومر محفز بواسطة إنزيمات في الفئة C، وخاصة HHeC، مرتفع. تشير إحدى الدراسات إلى أن HHeC محفز - (R) - أوكسيد يصل إلى 99٪ زيادة في الطاقة. ومع ذلك، فإن تقنية تنقية هذا الإنزيم واستخدامه على نطاق صناعي لم يُحسن بعد.